# Triphleba disparinervis
Triphleba disparinervis är en tvåvingeart som beskrevs av Schmitz 1947. Triphleba disparinervis ingår i släktet Triphleba och familjen puckelflugor.
Artens utbredningsområde är Österrike. Inga underarter finns listade i Catalogue of Life.